# Jegenye-völgyi vízesés
A Jegenye-völgyi vízesés egy vízesés Solymár területén, a Paprikás-patakon. A Budai-hegység legnagyobb vízesése, a főváros környékének népszerű kirándulóhelye.

## Leírása
A Budai-hegységben található, Solymár közigazgatási területén, nem messze Budapest határától, a Les-hegy és Felső-patak-hegy lábainál húzódó Jegenye-völgy alsó szakaszán. 5 méteres magasságával az egész Budai-hegység legmagasabb vízesésének számít. Több turistajelzés is húzódik a közelében, egy kiépített lépcsős útvonalon egészen a felső szintjéig kényelmesen el lehet jutni. Legkönnyebben a BKV 64-es buszcsaládjának járataival közelíthető meg, a buszok Solymár, Kökörcsin utca megállóhelyétől mintegy tíz perces sétával érhető el.
A vízesés kialakulása annak köszönhető, hogy a Paprikás-patak medrében a Felső-patak-hegy lábánál egy igen kemény anyagú homokkő gát húzódik keresztül. A patak vizének ereje már meglehetősen lepusztította ezt a kőpadot, de teljesen áttörni még nem tudta, így még jelenleg is mintegy 5 méteres zuhatag ékelődik a patak folyásába. Hasonló, jóval kisebb kőgát állja a patak útját kb. 450 méterrel lejjebb is, de ott csak egy kisebb zúgó jött létre emiatt.
Az 1930-as években a vízesés alsó oldalán az akkori solymári körzeti orvos, dr. Tarpay-Nagy Miklós kezdeményezésére egy strandfürdőt hoztak létre, egy íves kiképzésű völgyzáró gát építésével, így a vízesés és a gát között egy kb. 100 méter hosszú medence alakult ki. A strand működésének a második világháború vetett véget, ma már csak a gát romjai láthatók a vízesés közelében.

## Képgaléria

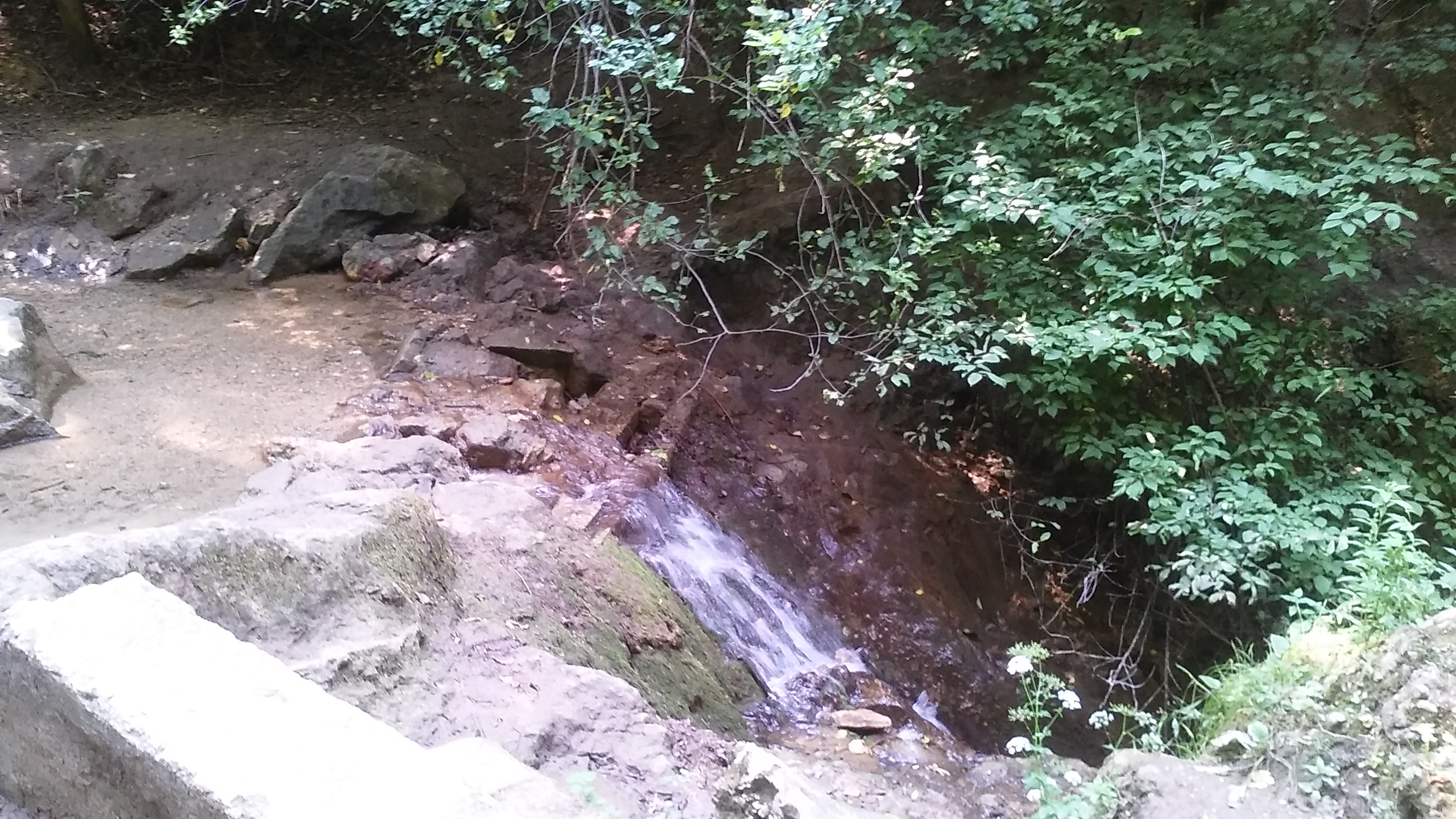
A vízesés a felső szintről nézve
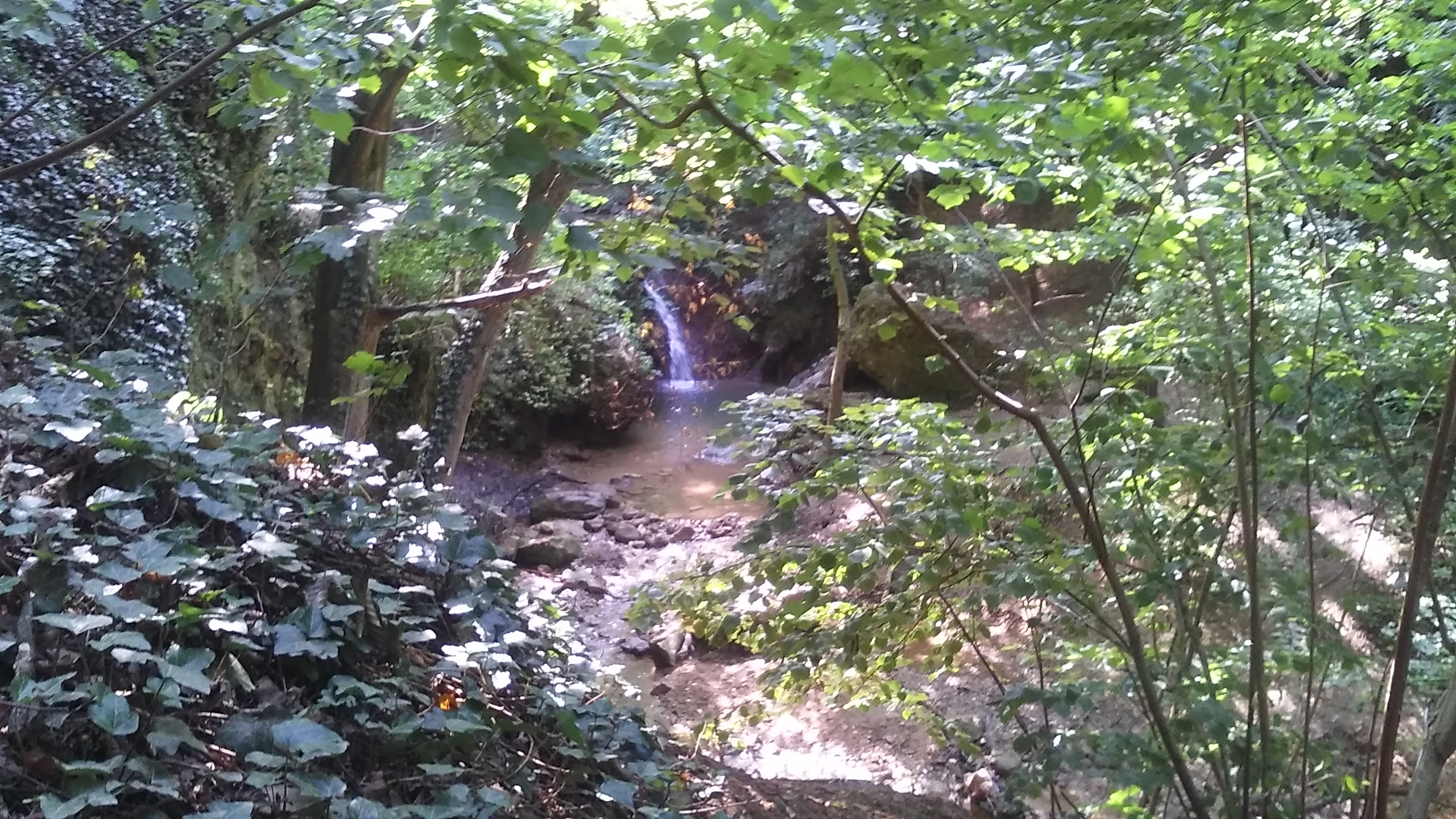
A Jegenye-völgyi vízesés az erdő felől